# Dendrobium bicarinatum
Dendrobium bicarinatum är en orkidéart som beskrevs av Oakes Ames och Charles Schweinfurth. Dendrobium bicarinatum ingår i släktet Dendrobium, och familjen orkidéer. Inga underarter finns listade i Catalogue of Life.